# Angelo (Jarod)
Angelo, in origine Timmy, è uno dei personaggi principali della serie televisiva statunitense Jarod il camaleonte (The Pretender in originale), interpretato da Paul Dillon (da adulto) e da Jake Lloyd (da bambino). Come Jarod, il protagonista della serie, Angelo è un simulatore del Centro ma a differenza dell'amico ha subito dei maltrattamenti che ne hanno mutato la personalità e, soprattutto, la ragione.

## Personaggio

### Aspetto
Angelo è un uomo molto magro, non molto alto, dai capelli biondi e dagli occhi azzurri. Inizialmente portava i capelli mediamente lunghi, ma successivamente li porterà molto corti. Appare come un uomo trasandato e con un'espressione perennemente disturbata e confusa sul volto.
Rispetto alla sua personalità, Angelo possiede un fisico molto agile che gli permette di entrare senza troppi problemi nei condotti dell'aria del Centro. Il personaggio è solito gesticolare per farsi comprendere meglio dai suoi interlocutori.
È solito vestire t-shirt aderenti, jeans e, in alcuni rari casi, lo si è visto vestire con camicie chiare.

### Personalità
Angelo è una persona priva di una propria personalità, privo di una propria scala di valori, e proprio per questo è facile da manipolare. Qualsiasi ordine gli venga imposto, Angelo lo esegue senza opporsi. Nonostante ciò, nel proseguimento della serie, notiano un mutamento significativo nel personaggio: si dimostra in grado di distinguere perfettamente il bene dal male e, proprio per questo, decide di schierarsi dalla parte di Jarod piuttosto che dalla parte del Signor Raines, suo tutore.
Angelo passa il suo tempo a vagare senza meta nel Centro, principalmente per tentare di spiare suoi superiori. In questo modo spera di ottenere più informazioni sul Centro che poi invia a Jarod tramite e-mail. 
Successivamente si scopre che Angelo non è sempre stato così e che prima di entrare nel Centro era un bambino normale di nome Timmy. Raines lo prese con sé e lo sottopose a diversi esperimenti in modo da farlo diventare un simulatore, ma fallì miseramente e invece di sviluppare le capacità tipiche di Jarod, mutò completamente la personalità del bambino trasformandolo nel ben conosciuto Angelo. Alla fine della prima stagione, Sydney riesce a sopprimere la personalità di Angelo, ripristinando la sua reale identità, ovvero Timmy. L'uomo, quindi, inizia a ricordare alcuni avvenimenti del suo passato, ad esempio come si suona il pianoforte, dimostrando una personalità buona e premurosa. La sua nuova personalità, tuttavia, dura per poco in quanto Timmy decide di rinunciare al vaccino creato da Jarod che lo avrebbe fatto tornare "definitivamente" normale dandolo a un'altra vittima più giovane del Signor Raines. Quindi l'uomo ritorna ben presto ad essere Angelo.

## Biografia del personaggio

### Antefatti
Timmy venne portato al Centro da bambino, dove subì i pesanti e brutali esperimenti del Signor Raines, il quale sperava di creare un nuovo simulatore. Gli esperimenti, tuttavia, fallirono e invece di aiutare il ragazzo ad utilizzare i suoi poteri, lo tramutarono in una persona senza personalità: nacque, così, Angelo. Angelo crebbe nel Centro dove continuò ad essere sottoposto a tantissimi esperimenti. Gli unici che lo trattavano con riguardo furono Sydney, Jarod, e Catherine Parker. Quest'ultima progettò di salvarlo, ma venne uccisa sotto gli occhi del giovane. Angelo è, quindi, presente al momento della morte della donna, ma a causa degli esperimenti di Raines quel ricordo gli venne soppresso dalla mente.

### Nella serie
Angelo viene incaricato dal Signor Raines di aiutare Miss Parker nella cattura di Jarod. Angelo, tuttavia, decide di aiutare Jarod a ritrovare la sua famiglia e per questo fa in modo che l'amico riceva la foto di sua madre e che si ricongiunga con suo fratello Kyle.
Verso la fine della prima stagione, Sydney riuscirà a curare Angelo, ripristinando la personalità di Timmy, tramite un trattamento sperimentale. Successivamente l'uomo scopre che il Signor Raines ha intenzione di creare un nuovo simulatore utilizzando un bambino di una scuola elementare. Quindi invia questa informazione a Jarod che si finge insegnante per salvare il bambino dalle grinfie del Centro. Contemporaneamente, Timmy fugge a sua volta dal Centro e si ricongiunge con Jarod per aiutarlo a recuperare il bambino destinato a diventare il nuovo simulatore. I due, dopo una lunga e accurata ricerca, riescono a salvare il bambino, ma scoprono che quest'ultimo è già stato sottoposto agli esperimenti di Raines. Per salvarlo, Timmy dona al bambino l'ultimo vaccino creato da Jarod (ovvero la sostanza che lo avrebbe riportato "definitivamente" alla normalità) conscio che questa sua azione lo riporterà ad essere Angelo. Prima di ritornare come prima, Angelo farà in modo che Jarod possa ancora scappare dal Centro.
Nel proseguimento delle stagioni, Angelo continuerà ad aiutare Jarod e a passargli le informazioni necessarie per ritrovare la famiglia di quest'ultimo. Nel film L'isola fantasma sarà proprio grazie ad Angelo che Miss Parker riesce a raggiungere l'Isola degli Ossessionati dove si trova anche Jarod.

## Poteri
Nonostante non sia considerato come un vero e proprio "simulatore", Angelo ha delle capacità molto complesse e affascinati: possiede la telepatia, infatti è in grado di sentire le emozioni provate da altre persone semplicemente toccando oggetti loro appartenuti o trovandosi nei luoghi dove queste persone si sono trovate in passato. In un episodio viene persino utilizzato come macchina della verità dal Signor Raines.